# Скалы в Этрета (Массачусетс)
«Скалы в Этрета» (фр. Les Falaises à Étretat) — картина французского художника-импрессиониста Клода Моне, написанная им в 1885 году. Является частью целой серии работ Моне, на которых изображены окрестности города Этрета (1883—1886). 
Картина находится в художественном музее Института искусств Стерлинга и Франсин Кларк в городке Уильямстаун штата Массачусетс.

## История создания
Во второй половине 1885 года Моне написал около пятидесяти картин, на которых запечатлел виды побережья Нормандии, в том числе несколько пастельных пейзажей со скалами в Этрета. На полотне «Скалы в Этрета» художник изобразил Порт-д’Аваль, арку естественного происхождения и отдельно стоящую игольчатую скалу, которые издавна привлекала туристов и художников в город Этрета. Моне нарисовал этот вид на скалы из необычного места, до которого можно добраться только на лодке или по крутой тропе. 
Писатель Ги де Мопассан, который в детстве жил в Этрета, а в 1883 году построил там дом, описывал, как художник во время работы над картиной «следил за солнцем и тенями, схватывая несколькими мазками падающий луч света или проплывающее облако».

## Избранные картины серии
| Картина | Название                                                    | Год       | Размер                             | Место нахождения                        |
| ------- | ----------------------------------------------------------- | --------- | ---------------------------------- | --------------------------------------- |
|         | Soleil couchant à Etretat                                   | 1883      | 61 x 82 см                         | Raleigh, North Carolina Museum of Art   |
|         | Soleil couchant à Etretat                                   | 1883      | 66 x 81 см                         | Музей изобразительного искусства Нанси  |
|         | Mer agitée à Étretat                                        | 1883      | 81 x 100 см                        | Лионский музей изобразительных искусств |
|         | Falaise et Porte d'Aval par gros temps                      | 1883      | 73 x 100 см                        | Музей Монтсеррат                        |
|         | La Manneporte (Etretat)                                     | 1883      | 75 x 103 см                        | Collection de Mrs. Edward Hulton        |
|         | Aiguille et Porte d’Aval, Etretat - soleil couchant         | 1883-1885 |                                    | Частное собрание                        |
|         | La Manneporte (Etretat)                                     | 1883      | 65 x 81 см \|\| Метрополитен-музей |                                         |
|         | Étretat, la Manneporte, reflets sur l'eau                   | 1885      | 65.5 x 81.5 см                     | Musée des Beaux-Arts de Caen            |
|         | La Manne-Porte, Étretat                                     | 1885      |                                    | Художественный музей Филадельфии        |
|         | La Falaise d'Aval, Étretat                                  | 1885      | 65 x 92 см                         | Израильский музей                       |
|         | L'Aiguille vue à travers la Porte d'Aval (W1049)            | 1885      | 65 x 92 см                         | Национальная галерея Канады             |
|         | Étretat, la Porte d'Aval : bateaux de pêche sortant du port | 1885      | 50 x 37 см                         | Музей изящных искусств Дижона           |
|         | Climat pluvieux, Etretat                                    | 1886      | 73 x 60 см                         | Норвежская национальная галерея         |
|         | Falaises d'Etretat                                          | 1886      | 74 x 53 см                         | Музей изобразительных искусств          |
|         | La Manneporte près d'Etretat                                | 1886      | 81 x 65 см                         | Метрополитен-музей                      |